# 487 (số)
487 (bốn trăm tám mươi bảy) là một số tự nhiên ngay sau 486 và ngay trước 488.